# Tivela mulawana
Tivela mulawana is een tweekleppigensoort uit de familie van de Veneridae. De wetenschappelijke naam van de soort is voor het eerst geldig gepubliceerd in 1969 door Biggs.